# Quruçaycultuur
De Quruçaycultuur (Azerbeidzjaans: Quruçay mədəniyyəti, Engels: Guruchay culture, Russisch: Куручайская культура) (1,5 miljoen - 730 duizend jaar BP) is een archeologische cultuur uit het vroegpaleolithicum van meer dan 1,2 miljoen jaar oud, wijdverspreid in de vallei van de Quruçay-rivier op het grondgebied van het moderne district Xocavənd in Azerbeidzjan.

## Identificatie en datering
De Quruçaycultuur werd voor het eerst ontdekt door de Sovjet-Azerbeidzjaanse archeoloog Məmmədəli Hüseynov als resultaat van opgravingen in 1974-1975 onder de meer dan 700.000 jaar oude laag VI in de Grot van Azıx. De leeftijd van de Quruçaycultuur komt overeen met het Apsjeron-stadium van de Kaspische Zee van meer dan 1,2 miljoen jaar BP.
De rolsteencultuur van de Azıx-site (lagen X-VII met een totale dikte van 4,5 meter) ligt dicht bij vondsten uit sites in de Olduvaikloof in Oost-Afrika, maar heeft ook onderscheidende kenmerken en een eigen stijl van stenen werktuigen, wat reden geeft om het als een aparte cultuur te onderscheiden. De cultuur van lagen X-VII is ouder dan het Mindel Glaciaal, wat werd bevestigd door paleomagnetische analysegegevens: de Brunhes-Matuyama-grens werd gepasseerd in laag VII, wat suggereert dat alle onderliggende sedimenten ouder waren dan 730.000 jaar. Volgens de hypothese van Hüseynov werden de vallei van de Quruçay en de zuidelijke Kaukasus als geheel 1,5 - 2 miljoen jaar BP door mensen bewoond, en de aanwezigheid in de onderste laag van de Azıx-grot van stenen werktuigen met sporen van menselijke bewerking suggereert dat de grot werd bewoond door mensen met reeds gevormde vaardigheden in het maken van gereedschappen.
De gegevens van paleomagnetische analyse komen ook overeen met complexe studies van de Azıx-grot, waarbij  paleofauna- en paleobotanische methoden werden gebruikt. Deze studies hebben aangetoond dat de onderste lagen waarin het oude rolsteenwerktuigcomplex zich bevond, dateren uit het allereerste begin van het Pleistoceen (Oldowan). Rekening houdend met deze omstandigheden kwamen de geografen Innokenti Gerasimov en Andrej Velitsjko en de archeologen Vasili Ljoebin en Nikolaj Praslov tot de conclusie dat deze diepere cultuurlagen ongeveer 1 miljoen jaar oud zijn, dat wil zeggen dicht bij de ouderdom van de cultuurlagen van een van de oudste vindplaatsen van Frankrijk, de Grotte du Vallonnet.
Tijdens de periode van de Quruçaycultuur werd de Azıx-grot vermoedelijk bewoond door vertegenwoordigers van Homo habilis.

## Werktuigen
De stenen werktuigen worden vertegenwoordigd door talrijke grove hakgereedschappen, waaronder proto-choppers, proto-chopping tools, blokvormige werktuigen, ruwe racloirs, schrabbers, afslagen met slagplatforms, enz. De rolsteenwerktuigen van de Quruçaycultuur waren slechts ruw bewerkt. 
Onder de rolsteenwerktuigen bevonden zich ook zogenaamde gigantolieten, grote choppervormige gereedschappen met een gewicht van 4-5 kg. Ook kon er een continuïteit worden gezien tussen de gereedschappen van de lagen van de Quruçaycultuur en die van laag VI, wat suggereert dat de rolsteenwerktuigen van de diepere lagen prototypen waren van gereedschappen van de VIe of vroege Acheuléen-laag.

### Discussies over de oorsprong van de artefacten
De door Hüseynov beschreven rolsteencultuur riep vragen op bij auteurs als Ljoebin, Doronitsjev en Golovanova, die de waarschijnlijkheid betwisten dat de vroege mens uit de onderste lagen van de Azıx-site dergelijke stenen werktuigen zou maken. Zo ontstonden er tijdens de archeologische conferentie in Bakoe in 1985, na bezichtiging van de collectie door specialisten verhitte discussies en tegenstrijdige meningen. Hieruit kwamen drie standpunten naar voren: 
- Hüseynov zelf en zijn aanhangers zoals I. A. Korobkov erkennen alle vondsten als echte artefacten .
- Volgens aanhangers van het tweede standpunt, zoals G.P. Grigorjev, vertonen de stenen alleen sporen van natuurlijke schade.
- Voorstanders van de derde theorie, zoals V.P. Ljoebin, V.A. Ranov, V.N. Gladilin en anderen, geloven dat de collectie wordt gedomineerd door natuurlijk gebroken rolstenen (geofacten), maar sommige items (choppers, chopping tools, enkele afslagen) zouden verband kunnen houden met menselijke activiteiten. Tot deze conclusie kwamen ook de Franse archeologen Henry de Lumley en Jean Combier, die in 1978 in Tbilisi kennis maakten met monsters van rolsteenwerktuigen uit de Azıx-grot.

De twijfels worden vooral veroorzaakt door het feit dat er geen volledig vertrouwen bestaat in de juiste stratigrafie van de betreffende vondsten. Zo werden sedimenten geopend met behulp van pikhouwelen, wat werd waargenomen door Grigorjev tijdens een vluchtig bezoek aan de grot in 1973. Dit zou volgens Ljoebin mogelijk hebben geleid tot vermenging van het materiaal. Ten tweede waren er onder de verzameling rolstenen van de opgravingen uit 1976 geen voorwerpen met sporen van kunstmatige bewerking. 
A Dictionary of Archaeology, gepubliceerd in 2008 door Blackwell en onder redactie van Ian Shaw en Robert Jameson, merkt op dat de rolsteenwerktuigen ontdekt in de onderste lagen van de Azıx-grot lijken op die van Olduvai en een omgekeerde magnetische polariteit vertonen, geïdentificeerd als de paleomagnetische Brunhes-Matuyama-grens (meer dan 735.000 jaar BP).